# Elisabeth Steineke
Elisabeth Steineke (* 13. Juni 1909 in Bremen; † 13. Januar 2003 in Bremen-Schwachhausen) war eine deutsche Malerin und Glasmalerin.

## Biografie

Martinikirche Bremen: Hohes Fenster (Neanderfenster)

Martinikirche: Martinsfenster

Martin vor dem Kaiser im Martinifenster

### Familie, Ausbildung und Beruf
Steineke war die Tochter des Arztes Alexander Lehmann und seiner Frau Johanna Lehmann. Sie hatte einen Bruder, der auch Maler wurde. In ihrer Kinder- und Jugendzeit malte und zeichnete sie intensiv im Kreis der Großfamilie.

Sie absolvierte das  Kippenberg-Lyzeum bis um 1929. 
Nach dem Abitur unterrichtete sie der Maler und Bildhauer Gustav-Adolf Schreiber. Danach besuchte sie ab um 1930 die Hochschule für Kunsterziehung in Berlin in der Klasse von Kurt Lahs. 1932 stellte sie erstmals Zeichnungen und Aquarelle im Graphischen Kabinett Bremen aus. 1933 verfolgten die Nationalsozialisten viele Lehrer ihrer Hochschule. Sie kehrte 1935 ohne Abschluss nach Bremen zurück und heiratete den Baumwollkaufmann Friedrich Steineke; beide hatten drei Kinder und ein Haus in der Saarlautener Straße in Schwachhausen. Ihr Mann fiel als Soldat im Zweiten Weltkrieg. Sie konnte kriegs- und nachkriegsbedingt zunächst nur wenig malen und stellte erst 1950 wieder zusammen mit ihrem Bruder Peter und August Tölken im Graphischen Kabinett aus. Seit 1954 stellte sie Lithografien her und kaufte später eine entsprechende Werkstatt. 
1955 begann die Zeit ihrer Glasmalerei mit dem Glasfenster der Gedenkkapelle in Höhr-Grenzhausen; hier wohnte ihr Bruder. Es folgten weitere Glasfenster in Essen, Marburg und Bremen. Bedeutsam wurden die Fenster in der Martinikirche Bremen. Bei ihren häufigen Reisen nach Südfrankreich zu ihrer Tochter entstand ab 1966 eine Reihe von Aquarellen und Zeichnungen.

## Werke
Glasfenster
- Gedenkkapelle in Höhr-Grenzhausen, 1955
- Altarfenst in einer Kirche in Essen, 1956
- Hohes Fenster (Neanderfenster) Martinikirche Bremen, 1957/60
- Martinsfenster Martinikirche Bremen, 1957/60
- Die acht Chorfenster der Martinikirche Bremen, 1957/60
- Die drei Chorfenster zur Dreieinigkeit der neogotischen Christus-Kirche Woltmershausen, 1963

## Ausstellungen
- 1932: Graphisches Kabinett Bremen
- 1950: Graphisches Kabinett Bremen
- 1959: Graphisches Kabinett Bremen
- 1976: Focke-Museum Bremen
- 1976: Kunsthalle Bremen
- Verschiedene GEDOK-Ausstellungen
- 1986: Kunstschau Worpswede
- 1992: Gut Sandbeck in Osterholz-Scharmbeck